# Mario Mascagni
Mario Mascagni (San Miniato, 21 décembre 1881 – Bolzano, 14 février 1948) est un compositeur, chef d'orchestre et enseignant italien.

## Biographie
Élève de son cousin Pietro Mascagni, il était directeur du lycée musical d'Udine, lorsqu'en 1927, il a été envoyé à Bolzano pour occuper un poste équivalent à l'École supérieure de musique Rossini.
Sous sa direction, l'École supérieure de musique a d'abord été transformée en conservatoire en 1932 et est devenu plus tard l'actuel conservatoire Claudio Monteverdi (par la loi 1968/1939, entrée en vigueur en octobre 1940) .
En plus d'enseigner, il était chef d'orchestre, engagé dans divers théâtres italiens, et le premier directeur de la Banda del Lavoratore, aujourd'hui, appelé en son honneur, Corpo Musicale Mario Mascagni.
Son fils Andrea était également musicien, et avait rejoint pendant la guerre le rang des partisans. Après la guerre, il a occupé pendant trois mandats un siège de sénateur.
Au cours des derniers mois de la Seconde Guerre mondiale, Mario Mascagni, pris pour son fils, a été arrêté par les fascistes et interné d'abord à la Prison San Vittore puis au camp de transit de Bolzano.